# Stareono mirabilis
Stareono mirabilis är en insektsart som beskrevs av Gebicki och Jacek Szwedo 2006. Stareono mirabilis ingår i släktet Stareono och familjen dvärgstritar. Inga underarter finns listade i Catalogue of Life.